# جن چراغ جادو
«جن چراغ جادو» (به انگلیسی: Genie in a Bottle) تک‌آهنگی از هنرمند اهل ایالات متحده آمریکا کریستینا آگیلرا است که در ۲۲ ژوئن ۱۹۹۹ منتشر شد. این تک‌آهنگ در آلبوم کریستینا آگیلرا (آلبوم) قرار داشت.
این تک‌آهنگ در چارت‌های کانادا، اتریش، فلاندرز، نروژ، اسپانیا، در رتبه اول و در چارت‌های استرالیا، والونیا، فنلاند، سوئد، فرانسه، آلمان، سوئیس، نیوزلند جزو ده ترانه اول قرار گرفت.